# Sterbender Jüngling (Kubica)

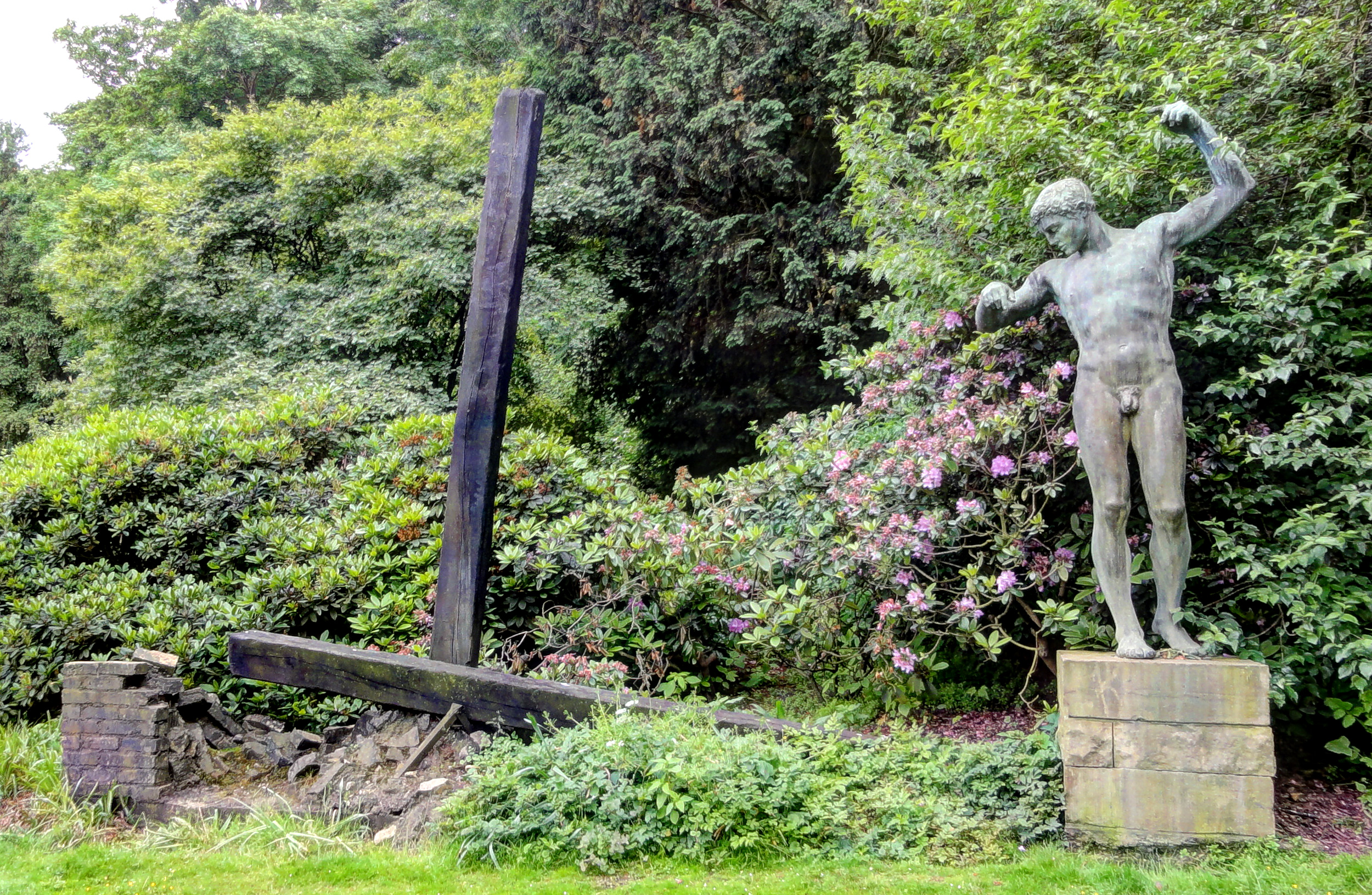
Denkmalensemble: Erinnern für die Zukunft – Lidice-Mahnmal von Jürgen Waller, 1989 (li.); Sterbender Jüngling von Herbert Kubica, ursprünglich 1936 (re.)

Der Sterbende Jüngling ist eine 1936 von Herbert Kubica geschaffene Bronze-Statue, die ursprünglich in der NS-Zeit im Stadtkern der Bremer Altstadt als heroisches Denkmal für die im Kampf gegen die Bremer Räterepublik gefallenen Angehörigen des Freikorps Freikorps Caspari und der Division Gerstenberg aufgestellt wurde.
Heute steht es in etwas veränderter Fassung in den Bremer Wallanlagen als Teil eines Denkmalensembles, das 1989 von Jürgen Waller konzipiert und mit einer Erweiterung aus ruinenhaften Elementen – dem Lidice-Mahnmal – an die Zerstörung des tschechischen Dorfes Lidice und Ermordung ihrer Bewohner während des Zweiten Weltkriegs im Juni 1942 durch deutsche Wehrmachtssoldaten erinnert. Die Jünglings-Statue befindet sich seit 1973 unter Denkmalschutz.

## Der Sterbende Jüngling

### Historischer Hintergrund
Die nach dem militärischen Zusammenbruch des Kaiserreiches am Ende des Ersten Weltkriegs im Herbst 1918 ausgerufene Bremer Räterepublik war im Februar 1919 durch die von der Reichsregierung entsandte und durch das Freikorps Caspari verstärkte Division Gerstenberg blutig niedergeschlagen worden. Bei den Kämpfen fielen 24 Soldaten und 28 bewaffnete Arbeiter.

### Entstehungsgeschichte
Veteranen der Gerstenberger und des Freikorps forderten seit 1933 verstärkt die Errichtung eines Ehrenmals für ihre Gefallenen vom Bremer Senat. Dieser hatte jedoch eigene Denkmalpläne, die auf das 1935 errichtete Ehrenmal für die im Ersten Weltkrieg gefallenen Bremer hinausliefen. Er ließ daher im Januar 1934 die bis dahin halbherzige Unterstützung des Freikorpsprojekts gänzlich fallen. Nach einigem Hin und Her um Standortwahl und Wettbewerbsverlauf wählten die privaten Initiatoren eine Stelle vor dem Chor der Liebfrauenkirche am Schoppensteel (Weg zwischen Rathaus und Kirche) und einen Entwurf des Bremer Bildhauers Herbert Kubica, dem der Bremer Architekt Eberhard Gildemeister beratend zur Seite gestanden hatte.

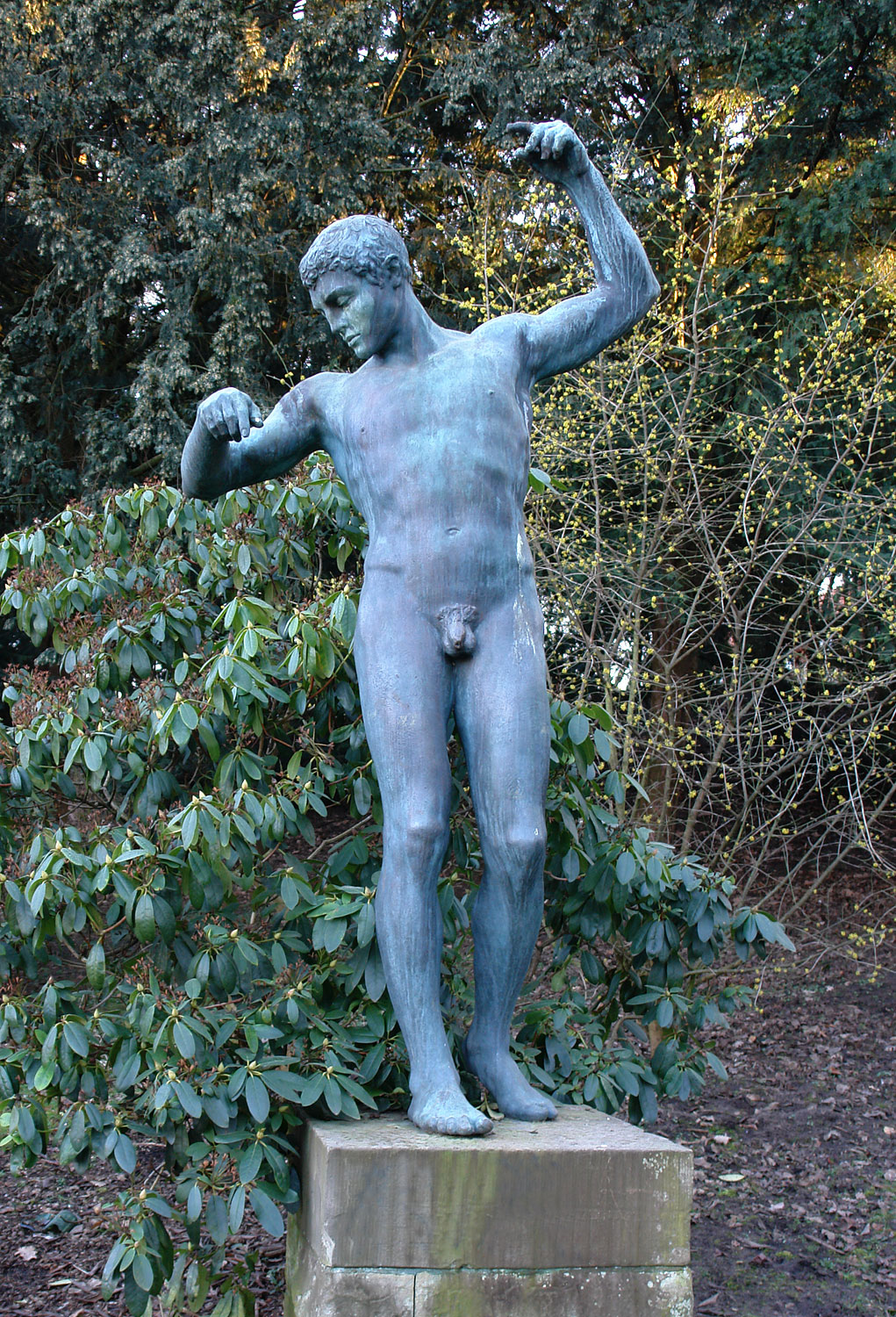
Sterbender Jüngling, in der heutigen, seit 1955 bestehenden Fassung in den Wallanlagen

### Die Jünglings-Statue
Die 1936 aufgestellte Statue des „Sterbenden Jünglings“, wie Kubica selbst sie bezeichnete, trug auf dem Sockelblock die Inschrift „Im Kampf um Bremens Freiheit am 4. Februar 1919 fielen in den Reihen des Freikorps Caspari und der Division Gerstenberg …“ (es folgten die Namen).
Die deutlich überlebensgroße Figur hielt in der Linken einen Lorbeerzweig als Siegeszeichen empor. Der labile Stand, die scharfe Wendung des Kopfes, der herabweisende Arm und die halbgeschlossenen Augen sind die einzigen, wenig eindeutigen Hinweise auf den Tod des Kämpfers, dessen Gestaltung sich im Übrigen ganz am idealtypischen Kanon der klassischen griechischen Bildhauerkunst, etwa des Diadumenos  des Polyklet orientiert. Die Haltung und das Motiv der Verwundung erinnert darüber hinaus an Das Eherne Zeitalter von Auguste Rodin, ein Hauptwerk der modernen Skulptur. Die zeitgenössische Kritik bemängelte denn auch das Denkmal als zu ideal und zu wenig heroisch.

### Das Nachkriegsschicksal des Denkmals
Nachdem die Skulptur den Zweiten Weltkrieg in einem Tiefbunker überstanden hatte, wurde sie vorübergehend in der Bremer Kunsthalle ausgestellt und 1955 in den Bremer Wallanlagen, jedoch ohne Siegeszeichen und auf neuem Sockel ohne Sockelinschrift, als rein ästhetisches Kunstobjekt wiederaufgestellt.

## Das Lidice-Mahnmal
Eine Repolitisierung von Kubicas Jünglings-Statue in den Bremer Wallanlagen, allerdings unter umwertendem Vorzeichen, geschah 1989 – just dem Jahr, als ein vergleichbarer Vorgang zur Umdeutung des Bremer Kolonialdenkmals in ein Antikolonialdenkmal führte –, als Jürgen Waller, Rektor der Hochschule für Künste Bremen, ein auf die Jünglingsfigur bezogenes „Gegendenkmal“ hinzufügte.
Verkohlte Balken und ruinöse Reste von Ziegelmauerwerk symbolisieren das niedergebrannte Lidice, in dem am 9. Juni 1942 die 172 Männer des tschechischen Dorfes in einem Racheakt für das Attentat auf Heydrich von deutschen Polizisten und Wehrmachtssoldaten ermordet wurden. „Erinnern für die Zukunft – Lidice-Mahnmal“ nannte Waller programmatisch das Doppeldenkmal, das eine (zumindest der ursprünglichen Funktion nach) präfaschistische Skulptur durch neue Kontextualisierung zum Mahnmal gegen Kriegsverbrechen uminterpretiert.